# Alticola argentatus
Espèce
Statut de conservation UICN

 LC  : Préoccupation mineure
Alticola argentatus est une espèce de rongeurs de la famille des Cricétidés vivant en Asie.
L'espèce a été décrite pour la première fois en 1879 par Nikolai Alekseevich Severtzov (1827-1885), naturaliste russe.

## Répartition et habitat
On le trouve au Kazakhstan, en Ouzbékistan, au Kirghizistan, au Tadjikistan, au nord de l'Afghanistan, au nord-ouest du Pakistan et à l'ouest de la Chine. Il vit dans les affleurements rocheux des prairies alpines.